# Équipe d'Argentine de football en 2010
Les 25 joueurs suivants ont été convoqués pour le match amical face au Brésil le 17 novembre 2010 à Doha, au Qatar.
Sélections et buts au 17 novembre 2010, après le match amical face au Brésil.
| Sélectionneur | Sélectionneur       | Sergio Batista    | Sergio Batista    | Sergio Batista           |
| N°            | Nom                 | Date de Naissance | Sélections (buts) | Club                     |
| Gardiens      |                     |                   |                   |                          |
| 1             | Sergio Romero       | 22 février 1987   | 15 (0)            | AZ Alkmaar               |
| 12            | Mariano Andújar     | 30 juillet 1983   | 4 (0)             | Calcio Catane            |
| Défenseurs    |                     |                   |                   |                          |
| 2             | Martin Demichelis   | 20 décembre 1980  | 33 (2)            | Bayern Munich            |
| 4             | Nicolás Burdisso    | 12 avril 1981     | 37 (2)            | AS Roma                  |
| 20            | Walter Samuel       | 22 mars 1978      | 56 (5)            | Inter Milan              |
| 6             | Gabriel Heinze      | 18 avril 1978     | 72 (3)            | AS Rome                  |
| 8             | Javier Zanetti      | 10 aout 1973      | 138 (5)           | Inter Milan              |
| 22            | Gabriel Milito      | 7 septembre 1980  | 34 (1)            | FC Barcelone             |
| 13            | Nicolás Pareja      | 19 janvier 1984   | 1 (0)             | Spartak Moscou           |
| 3             | Pablo Zabaleta      | 16 janvier 1985   | 8 (0)             | Manchester City          |
| Milieux       |                     |                   |                   |                          |
| 7             | Ángel Di María      | 14 février 1988   | 17 (3)            | Real Madrid CF           |
| 14            | Javier Mascherano   | 8 juin 1984       | 65 (2)            | FC Barcelone             |
| 15            | Andrés D'Alessandro | 15 avril 1981     | 29 (4)            | Sport Club Internacional |
| 21            | José Ernesto Sosa   | 19 juin 1985      | 6 (1)             | SSC Naples               |
| 18            | Éver Banega         | 29 juin 1988      | 5 (0)             | Valence CF               |
| 5             | Mario Bolatti       | 17 février 1985   | 8 (1)             | AC Fiorentina            |
| 23            | Javier Pastore      | 20 juin 1989      | 6 (0)             | Paris SG                 |
| 19            | Nicolás Gaitán      | 23 février 1988   | 3 (0)             | Benfica                  |
| 17            | Lucas Biglia        | 30 janvier 1986   | 0 (0)             | Anderlecht               |
| Attaquants    |                     |                   |                   |                          |
| 9             | Gonzalo Higuaín     | 10 décembre 1987  | 13 (7)            | Real Madrid CF           |
| 32            | Carlos Tévez        | 5 février 1984    | 58 (12)           | Manchester City          |
| 16            | Sergio Agüero       | 2 juin 1988       | 25 (9)            | Manchester City          |
| 25            | Diego Milito        | 12 juin 1979      | 24 (4)            | Inter Milan              |
| 11            | Ezequiel Lavezzi    | 3 mai 1985        | 9 (0)             | SSC Naples               |
| 10            | Lionel Messi        | 24 juin 1987      | 53 (15)           | FC Barcelone             |